# GO TO HELL!!!!!
「GO TO HELL!!!!!」は、三品瑠香の配信限定シングル。2024年4月24日にiDOL Streetから発売された。

## 概要
2024年4月14日に開催された『三品瑠香BANDLIVE〜日々是好日〜』で初披露された。三品は本作について「どうしようもなく不健康な心を抱える日 そんな自分も癪に障るので大声で歌ってやるのだ」と述べている。また「最後のヘヴンは1発おっけーにしてやりました」とも述べている。

## 収録曲
1. GO TO HELL!!!!! [3:04]
作詞・作曲：三品瑠香、編曲：関口晶大

## 音楽配信
本作ではハイレゾ音源は配信されないが、Amazon Music Unlimited、Apple Music、DeezerはCD-DAスペックの音質で配信している。